# Molí de Baix (Cases Noves)
El Molí de Baix és una obra de Querol (Alt Camp) inclosa a l'Inventari del Patrimoni Arquitectònic de Catalunya.

## Descripció
Queden en peu les parets de l'edifici, a la part baixa s'identifiquen dues estances, la de la dreta i més antiga és d'uns 4 x 3 m i coberta amb una volta de canó, la porta d'accés (1,20 m d'ampla) és lleugerament apuntada, al seu costat una altra porta més moderna on s'hi llegeix "Josep Rovira 1850". Dintre sense teulada ni trespols i al fons, una volta de canó de 3,50 x 2 m lloc que correspon on hi anava una mola, pel darrere i al damunt la bassa amb un cacau d'1 m de diàmetre per uns 8 m de fondària.

## Història
Tal com hem descrit en aquest conjunt de ruïnes s'identifiquen plenament construccions del segle xiii i del segle xix.